# غلامرضا جهانشاهلو
غلامرضا جهانشاهلو (۱۳۲۲–۱۳۹۶) ریاضیدان ایرانی و استاد دانشگاه خوارزمی بود.

## زندگی‌نامه
غلامرضا جهانشاهلو (۲۷ اسفند ۱۳۲۲–۱۶ فروردین ۱۳۹۶) در ده سمقاور از توابع کمیجان منطقه فراهان متولد شد. پدر او علی اکبر جهانشاهلو کشاورز بود و مادر او کبری جهانشاهلو به کارهایی نظیر قالی‌بافی، گلیم‌بافی و .. می‌پرداخت. این روستا با نزدیک‌ترین شهر (اراک) در آن زمان حدود صد کیلومتر فاصله داشت.

### دبستان و تحصیلات
وی درشش سالگی به دبستانی که از محل خیریه مالک ساخته شده رفت و مدرک ششم ابتدایی را در سال ۱۳۳۴ گرفت. هیچ دبیرستانی تا فاصلهٔ صد کیلومتری ده وجود نداشت، به ناچار ترک تحصیل کرد و به مدت ۳ سال به کار کشاورزی پرداخت. در سال ۱۳۳۷ به دبیرستانی در شهر اراک رفت. تا کلاس نهم (سیکل اول) دریکی از دبیرستان‌های جنوب شهر اراک درس خواند. در تابستان ۱۳۴۰ اتفاقی که نقطه عطف زندگی اش بود پیش‌آمد و او را برای ادامه تحصیل به دبیرستان علی ابن ابیطالب که بهترین در اراک بود، کشاند. بقیه ۳ سال تحصیل را در این مدرسه گذراند و در سال ۱۳۴۳ دیپلم ریاضی را اخذ نمود. او جزو شاگردان ممتاز فارغ‌التحصیل دبیرستان مذکور به‌حساب می‌آمد.
در تابستان ۱۳۴۳ در کنکور سراسری شرکت نموده و در رشتهٔ موردعلاقه خود که مهندسی عمران بود قبول نشد ولی در رشتهٔ ریاضی فیزیک دانشکده علوم دانشگاهی دانشگاه فردوسی مشهد پذیرفته شد و برای ادامه درس به شهر مشهد رفت. دانشگاه علوم دانشگاهی فردوسی مشهد در آن زمان فقط ۲ استاد داشت که یکی دکترای دانشگاه پاریس داشت و دیگری لیسانس مهندسی برق بود.
دورهٔ کارشناسی جهانشاهلو آخرین دوره لیسانس سه ساله بود که در تابستان ۱۳۴۶ دریافت نمود و پس از آن به تهران برگشت. او علاقهٔ خاصی به دبیری داشت و در آن زمان در مرکزی به نام مؤسسهٔ ریاضیات دکتر مصاحب که تازه تأسیس شده بود و قرار بود مدرس دانشگاه تربیت کند پذیرفته شد. در امتحان ورودی آن شرکت نمود. از بین تعدادی لیسانس ۶ نفر قبول شدند که اسامی آنان عبارت بودند از:
قاسمی - شیدفر -میرنیا -حسنی - هنری و جهانشاهلو
دوره فشرده و بسیار سنگین ۲۷ ماهه را شروع نمودند. مجبور بودند تمام مدت درس بخوانند به گفته خودشان شاید روزی حدود ۱۲–۱۳ ساعت.
رِئیس مؤسسه دکترغلامحسین مصاحب بسیار سخت‌گیر بود.
دوره در تابستان ۱۳۴۸ به پایان رسید و جهانشاهلو با قاسمی که امتیاز بالاتر داشتند در همان تهران ماندند.

### استادی در دانشگاه خوارزمی و تحصیل در انگلستان
در تاریخ ۱۳۴۷/۷/۱ غلامرضا جهانشاهلو به عنوان استادیار گروه ریاضی در گروه ریاضی دانشگاه خوارزمی (تربیت‌معلم سابق) کار را شروع کرد. چند درس دورهٔ لیسانس که عبارت بودند از ریاضی عمومی ۱ و ۲ و معادلات دیفرانسیل … را درس می‌داد. پس از ۳ سال تدریس دانشگاه در سال ۱۳۵۱ تصمیم گرفت او را برای ادامه تحصیل به خارج از کشور بفرستد.
غلامرضا جهانشاهلو در سال ۱۳۵۰ با فریده جمشیدی ازدواج نمود. اولین فرزند او در خرداد ۱۳۵۱ به دنیا آمد. بورس تحصیلی به او تعلق نگرفت و به خاطر مشکلات مالی، فرزند سه‌ماهه را به پدر و مادر سپرد و عازم انگلستان شد. (او دارای ۵ فرزند می‌باشد که ۳ فرزندش استاد دانشگاه یکی دارای شرکت ساختمانی و دیگری فارغ التحصیل ریاضی دانشگاه تهران است).
در آغاز ورود به انگلستان چون از ریاضی محض به کاربردی تغییر رشته داده بود،مجبور شد یک فوق لیسانس در تحقیق در عملیات از دانشگاه ساوت همپتون بگیرد. پس از اتمام این دوره برای اخذ مدرک دکترا به دانشگاه برونل رفت و تحت نظر پروفسور مارتین بیل و پروفسور میترا در بسط توسعه الگوریتم‌های مدل‌های تحقیق در عملیات کارکرد.
پروفسور بیل به علت گرفتاری به سرطان در سن ۵۰ سالگی فوت کرد ولی پروفسور میترا از نامداران تحقیق در عملیات می‌باشند.
در تاریخ ۱۳۵۳/۹/۱۸ پدرش فوت کرد و او حتی برای خاکسپاری پدر هم نتوانست از انگلستان به تهران بیاید.
در تاریخ ۱۳۵۵/۲/۲۸ یعنی در اردیبهشت ماه از رسالهٔ دکترا خود دفاع نمود. پایان مأموریت او ۱۳۵۵/۷/۱ بود. در خرداد ۱۳۵۵به تهران برگشت تا در مدت ۴ ماهی که وجود داشت برای تدریس آماده شود. در سال ۱۳۵۵ مجدداً تدریس را شروع کرد.

## سوابق اجرایی
پس از پیروز انقلاب اسلامی و در بهمن ۱۳۵۷جهانشاهلو به عنوان معاون دانشجویی دانشگاه خوارزمی انتخاب شدند. گروه‌های سیاسی اول انقلاب دانشگاه را تقسیم کرده بودند و هر گروه قسمتی از دانشگاه را داشت.
در حین معاونت دانشجویی دانشگاه خوارزمی جهانشاهلو به عنوان معاون دانشجویی وزیر فرهنگ و آموزش انتخاب شد که مسئولیت سازمان سنجش و آموزش کشور نیز همزمان بر عهده او بود. خدمات برجسته جهانشاهلو در این دوران سر و سامان دادن به ارز دانشجویی، اعزام دانشجو به خارج کشور بود.
او در اسفند ماه ۱۳۶۹به عنوان معاون سازمان هواپیمایی کشور منصوب شد. در دوران ۱۸ ماه خدمت در این سازمان باشگاه خلبانی را سر و سامان داد تا کشور بی‌نیاز از اعزام دانشجو برای آموزش خلبانی گردد.توسعه مجتمع آموزش عالی هواپیمایی که وظیفه آن تربیت متخصصین تعمیر و نگهدار هواپیما بود.
جهانشاهلو در سال ۱۳۷۱به دانشگاه خوارزمی برگشت و معاونت پژوهشی دانشگاه خوارزمی را تا سال ۱۳۷۶عهده‌دار بود. در سال ۱۳۷۶ به مرتبه استادی ارتقاء یافت و همزمان کارهای اجرایی را رها نمود و از آن موقع تا زمان وفات به تدریس در کارشناسی ارشد و دکتری پرداخت که ماحصل این سال‌ها چاپ ۲۲ جلد کتاب و راهنمایی حدود ۱۱۰ دکتر و راهنمایی بیش از ۲۰۰ کارشناسی ارشد و چاپ بیش از ۲۶۰ مقاله در مجلات معتبر که تعداد حدود ۵۰ مقاله در مجلات داخلی بود. او همچنین استاد نیمه وقت دانشگاه آزاد اسلامی واحد علوم و تحقیقات بود. شاگردان غلامرضا جهانشاهلو بیش از ۳۰۰ استاد در دانشگاه‌ها و مراکز آموزشی کشور بودند که در دانشگاه‌های مختلف به امر تدریس مشغولند و بیش از ۱۰۰۰ دبیر را تعلیم و تدریس کرده‌اند.
در آغازین روزهای بهار سال ١٣٩۶ وی به دلیل عارضه ریوی در بیمارستان بستری گردید و متأسفانه در ١۶ فروردین همان سال پس از سال‌ها خدمت در عرصه‌های مختلف در سن ٧٣ سالگی بدرود حیات گفتند.

## مشاغل و سمتهای مورد تصدی
غلامرضا جهانشاهلو عضو هیئت علمی و استاد گروه ریاضی دانشکده علوم پایه دانشگاه خوارزمی (تربیت معلم) بود. از دیگر سمتهایی که وی داشت می‌توان به چند مورد زیر اشاره کرد:
- معاون وزیر علوم، تحقیقات و فناوری بمدت دو سال
- معاون شهردار تهران بمدت ۷ سال
- معاون دانشجویی دانشگاه خوارزمی (تربیت معلم) بمدت ۱۰ سال
- معاون سازمان هواپیمایی کشور
- معاونت پژوهشی دانشگاه دانشگاه خوارزمی (تربیت معلم)
- از بانیان راه اندازی متروی تهران در زمان تصدی در شهرداری
- از بانیان خطوط ویژه اتوبوس
- از بانیان ترمینال‌های شهرداری

## کتابها و مقالات
غلامرضا جهانشاهلو دارای بیش از ۲۶۰ مقاله و تألیف و ترجمه ده‌ها کتاب است که چاپ و نشر گردیده است.
مجموعه مقالات غلامرضا جهانشاهلو در گوگل اسکولار

پروفایل غلامرضا جهانشاهلو در اسکوپوس (با آدرس دانشگاه خوارزمی)

پروفایل غلامرضا جهانشاهلو در اسکوپوس (با آدرس علوم و تحقیقات تهران)

## افتخارات و دستاوردها
- نفر اول و پدر علم تحلیل پوششی داده‌های ایران[۱۷]
- عضو انجمن ریاضی ایران[۱۸]
- عضو انجمن تحقیق در عملیات[۱۹]
- عضو انجمن تحلیل پوششی داده‌ها